# Escut de Dosrius
L'escut oficial de Dosrius té el següent blasonament:
Escut caironat: d'argent, una perla ondada d'atzur acompanyada al cap d'un castell de gules obert. Per timbre una corona de marquès.

## Història
L'escut va ser aprovat el 17 de juliol de 2000 i publicat al DOGC el 9 d'agost del mateix any amb el número 3201.
Armes parlants que simbolitzen la situació del poble (representat pel seu castell del segle xii) a la confluència de les rieres del Far i de Canyamars, que formen la riera de Dosrius. La corona és una al·lusió als marquesos de Castelldosrius, títol atorgat als barons de Dosrius el 1690.